# Valbona (nome)
Valbona  è un nome proprio di persona albanese femminile.

## Origine e diffusione

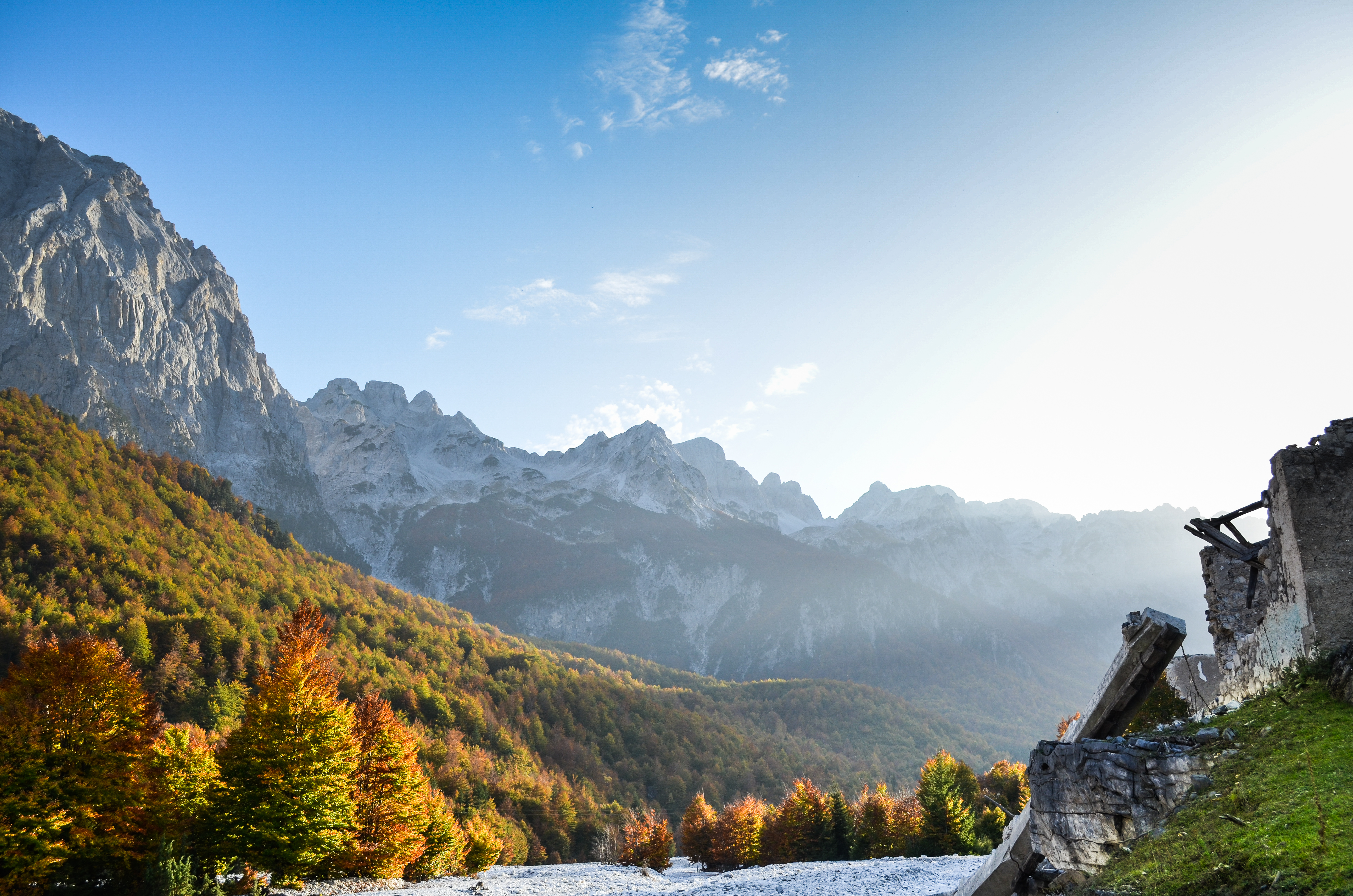
Panorama della Valbona

Riprende il nome della Valbona (o Valbonë), una valle dell'Albania settentrionale, o dell'omonimo fiume che la percorre; etimologicamente il toponimo è latino, da vallis bona, "valle buona".

## Onomastico
Non esistono sante che portano questo nome, che quindi è adespota; l'onomastico può essere festeggiato in occasione di Ognissanti, il 1º novembre.

## Persone
- Valbona Jakova, poetessa e scrittrice albanese naturalizzata italiana
- Valbona Sako, politica albanese